# Pogorzała Wieś
Pogorzała Wieś (niem. Wernersdorf) – wieś sołecka w Polsce położona w województwie pomorskim, w powiecie malborskim, w gminie Miłoradz, nad Nogatem na obszarze Wielkich Żuław Malborskich.
Wieś lokowana przez Wernera von Orseln (stąd nazwa) przed 1330. 
Wieś królewska położona była w II połowie XVI wieku w województwie malborskim. W latach 1975–1998 miejscowość administracyjnie należała do województwa elbląskiego.

## Zabytki
Według rejestru zabytków NID na listę zabytków wpisany jest kościół pw. św. Mikołaja, XIV, 1829, nr rej.: A-1438 z 14.02.1994.
Znajdujący się tu kiedyś drugi kościół, ewangelicki ze szpiczastą wieżą z 1834, rozebrano po II wojnie światowej.